# 土井利建
土井 利建（どい としたつ）は、江戸時代中期の下総国古河藩の世嗣。官位は従五位下・因幡守。

## 略歴
武蔵国川越藩主・松平朝矩の長男として誕生。
古河藩嫡子だった利剛が早世したため、土井利里の養子となる。安永3年（1774年）に徳川家治に初御目見し叙任するが、翌年廃嫡された。代わって、西尾藩から利見が養子に入り、嫡子となった。